# Asietă
Asietă este un termen naval care indică înclinarea longitudinală a unei nave, datorită repartizării neuniforme a încărcăturii sau a balastului. 
Asieta de marș reprezintă poziția chilei față de orizontală a unei nave încărcate aflate în marș. În funcție de modul de dispunere a încărcăturii la bord și de condițiile hidrometeorologice de navigație, asieta poate fi:
- a) asietă dreaptă — când nava plutește cu pescaj egal la prova și pupa;
- b) asietă pozitivă — când pescajul pupa este mai mare decât cel de la prova (nava este apupată);
- c) asietă negativă — când pescajul prova este mai mare (nava este aprovată).

În majoritatea cazurilor, navele se deplasează cu asietă dreaptă și numai pe mare rea se asigură o asietă pozitivă pentru a se evita ieșirea elicelor din apă. 
Calitatea unei nave de a reveni în asieta dreaptă se numește stabilitate longitudinală. Se spune despre o navă că are asieta dreaptă atunci când pescajul prova este egal cu pescajul pupa. Deci, asieta navei se exprimă prin diferența de pescaj.